# Lea y Mira dejan su huella
Lea y Mira dejan su huella es un documental de la directora argentina Poli Martínez Kaplun. Se estrenó el 1 de diciembre de 2016 en el cine del Museo de Arte Latinoamericano de Buenos Aires.

## Sinopsis
Las protagonistas de Lea y Mira dejan su huella son Lea Zajack y Mira Kniaziew, dos mujeres judías de origen polaco que, cuando eran niñas, pasaron dos años prisioneras en el campo de exterminio de Auschwitz. Luego de ser liberadas, habiendo sobrevivido "de milagro", como ellas expresan en el documental, emigraron cada una de diversas maneras a la Argentina, donde se conocieron e hicieron amigas. A lo largo de la película, que transcurre en gran parte en el living de la casa de una de ellas, en una conversación intima, Lea y Mira hacen un repaso de sus vidas y reflexionan acerca de temas como la discriminación, el negacionismo del Holocausto, el trauma, la resiliencia y el apego a la vida.

## Críticas
La revista estadounidense especializada en cine REmezcla dice: "Lea y Mira es una advertencia contra el avance del fascismo".
Al presentar el Gasparilla International Film Festival, Carlos Aguilar, de la revista MovieMaker, escribe que "Lea y Mira es la joya más sorprendente del festival; esta pieza de actualidad, de solo 52 minutos de duración, brinda un testimonio en carne y hueso que busca advertirles a las generaciones jóvenes acerca de los horrores que la intolerancia y la xenofobia pueden generar. La tragedia y la voluntad de vivir compartidas por las mujeres del título son una gran inspiración."
En el sitio web Espectadores, María Bertoni opina que “Lea y Mira dejan su huella contribuye al propósito moral de rememorar para combatir el olvido y el negacionismo colectivos y, si fuera posible, para inhibir la pulsión humana de aniquilación masiva. Además, el largometraje ofrece un retrato entrañable de estas protagonistas octogenarias [...]”
Para Guido Pellegrini, del sitio web A Sala Llena, "Lea y Mira repasan tanto su vida -en Polonia, en Auschwitz, en la Argentina- como su cambiante relación con el pasado. Y este es el aporte de Kaplun a la extensa bibliografía y filmografía sobre el Holocausto: mostrar que dicha relación no es estable, porque el presente está siempre en marcha y exige renovados enfrentamientos con la Historia."
Paraná Sendrós, del diario argentino Ámbito Financiero, dice: "Ya cerca de los 90, Mira Kniaziew, de Stuptnik, y Lea Zajac, de Novera, grandes amigas, charlan entre ellas, nos hablan de sus hijos, nietos y bisnietos argentinos, no olvidan nada, reclaman no olvidar nada, pero también sonríen, se divierten, cantan".

## Festivales y premios
Lea y Mira dejan su huella formó parte de la competencia oficial de los festivales San Luis Obispo International Film Festival, Gasparilla International Film Festival (GIFF), Houston Latino Film Festival, Marbella Film Festival y Jewish Film Festival Punta del Este, donde ganó el premio de la audiencia a Mejor Documental.
En noviembre de 2017, el documental ganó los premios a Mejor directora mujer (Poli Martínez Kaplun), Mejor edición (Ernesto Felder) y Mejor música (César Lerner) de los Hollywood International Independent Documentary Awards.